# Ludwik I Vaud

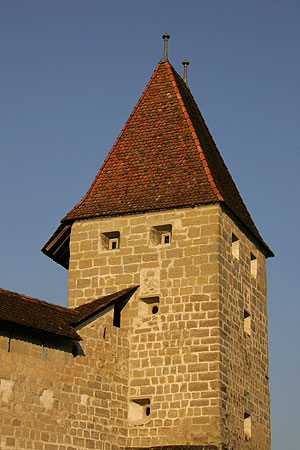
Ruiny wieży w murach Payerne, odbitej a następnie bronionej przez Ludwika przez sześć miesięcy przed wojskami cesarskimi.

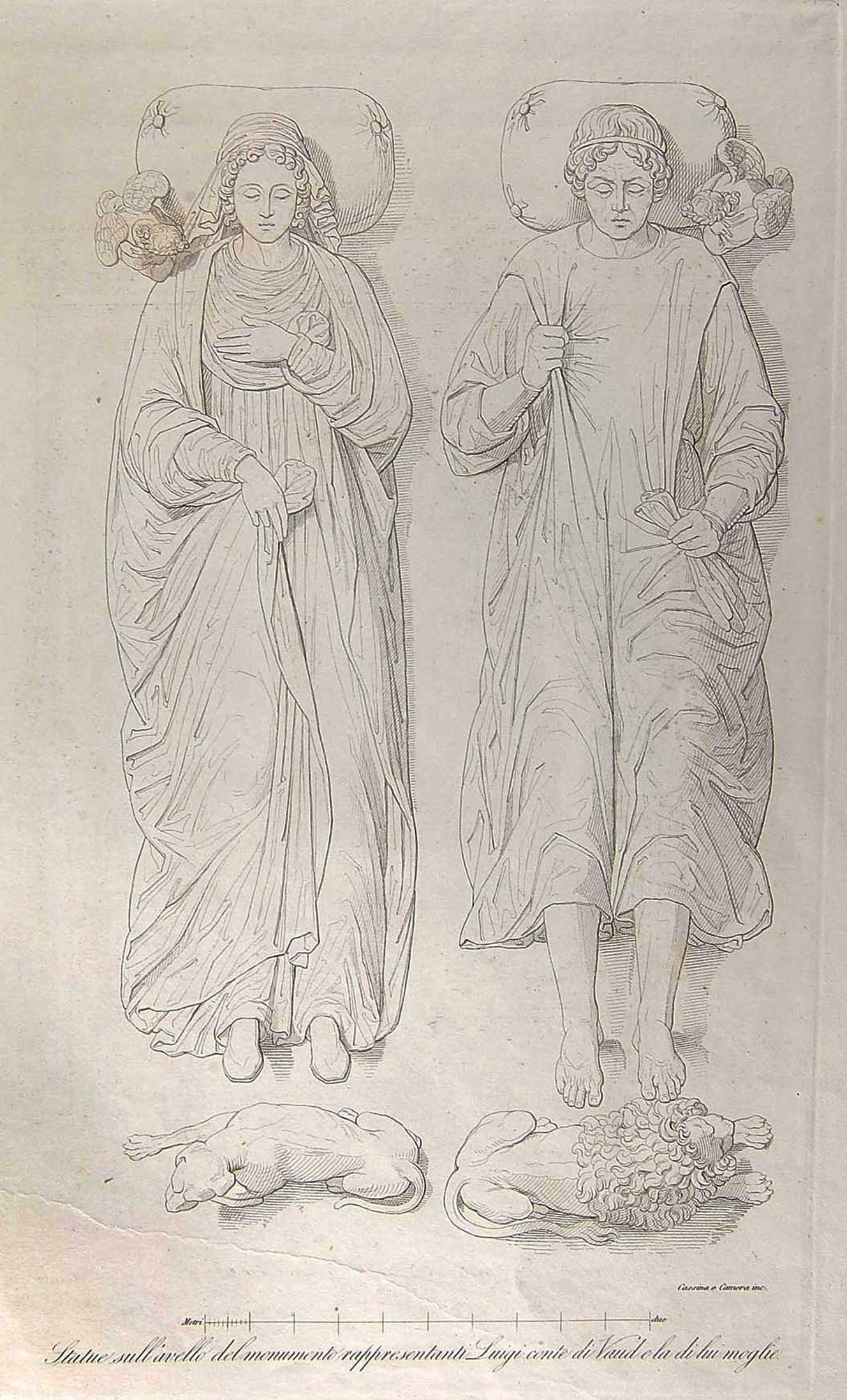
Ludwik I? II? i jego żona.

Ludwik I (1249/50 – 1302) fr. Louis I de Vaud był baronem Vaud. W chwili swoich narodzin był młodszym synem młodszego syna w domu Sabaudzkim, ale przez serię zgonów i własnej skutecznej służbie wojskowej, udało mu się stworzyć częściowo niezależny seniorat na terenach Vaud w 1286. Gościł w wyższych kręgach szlachty europejskiej (na dworach królewskich w Londynie, Paryżu i Neapolu), otrzymał prawo bicia monet od cesarza Świętego cesarstwa Rzymskiego, zwołał pierwsze publiczne zgromadzenie w Piemoncie, w którym uczestniczyły również osoby nieszlacheckiego pochodzenia. Gdy zmarł, jego posiadłość odziedziczył jego syn.

## Młodość w Sabaudii, Anglii i Francji (1259-81)
Ludwik był trzecim syn Tomasza II Sabaudzkiego. Był pod opieką swojej matki Beatrycze Fieschi wł. Beatrice dei Fieschi, od śmierci ojca w 1259 roku, gdy jego starsi bracia byli zakładnikami gminy Asti. Jego dzieciństwo upłynęło w zamkach będącym posagiem matki, zwłaszcza w Saint-Genix-sur-Guiers na brzegu rzeki Guiers. W młodości, w 1270 roku, towarzyszył swoim braciom, Tomaszowi III i Amadeuszowi V, w Anglii, w nadziei na uzyskanie od króla Henryka III lenna (i dochodów), co nakazał im ich wujek, Piotr II, książę Sabaudzki. Niektóre z nich już zostały nadane królewskiemu synowi, księciu Edwardowi Długonogiemu, który w tym czasie przebywał na dziewiątej krucjacie. Jakiekolwiek Sabaudzkie roszczenia do angielskich terytoriów nie mogły zostać uwzględnione do czasu jego powrotu, więc Henryk, zamiast tego, przyznał każdemu z braci roczną pensję w wysokości stu marek z królewskiego skarbca.
Gdy Ludwik mieszkał w Paryżu w lipcu 1281, król Filip III Śmiałyi wciągnął go w pro Andegaweński związek z hrabią Aymarem IV Valentinois i Ludwikiem Forez, panem Beaujeu, przeciwko biskupom Die, Lyonu i Valance. Ludwik, jak się wydaje, został skuszony do przyłączenia się obietnicą małżeństwa z Joanną Montfort, wdową po Wicie fr. Guy, panie Beaujeu i hrabiu Forez. Małżeństwo, prawdopodobnie miało miejsce w 1283 roku, kiedy Joanna była jeszcze w wieku rozrodczym. Jej posag składało się z ziem, należących do pana Beaujeu w Bugey i Valromey, ziemiach, które leżały w okolicy Sabaudzkiej ziem między Rodanem i Ain.

## Wojny z Genewą, Delfinatem i królem (1281-84)
Jesienią 1282, Ludwik wrócił do służby rodzinie, na czele z hrabią Filipem Sabaudzkim, gdy wybuchła wojna z Amadeuszem II Genewskim i jego sojusznikami. Ludwik zdobył twierdzę Delfinatu La-Buissiere, a następnie zaatakowała Grésivaudan, a jego brat Amadeusz najechał region na południe od Grenoble. Filip, jak się wydaje, przygotowywał Ludwika do przejęcia władzy na terenach Vaud, już we wrześniu 1281 został wysłany do Moudon, pierwszego sabaudzkiego miasta w Vaud, aby uzyskać hołd od niektórych wasali hrabiego. Ludwik, mógł czuć się niedoceniany za swoje zasługi w domu. Małgorzata Prowansalska, królowa-matka we Francji i Sabaudzka po kądzieli, próbowała pośredniczyć między nim a jego bratem i wujkiem w styczniu 1283, ale bez skutku. Wiosną 1283, Rudolf, król Niemiec i cesarz-elekt, próbował wyegzekwować swoją władzę w Helvecji, i wkracza do sabaudzkiej strefy wpływów. Po jego pierwszym ataku na Payern w Vaud odpartym w czerwcu, Ludwik przybył do miasta z żołnierzami, aby je uwolnić. Rudolf oblegał go przez sześć miesięcy, aż głód zmusił obrońców do kapitulacji w grudniu, a miasto zostało stracone dla Sabaudii.
Po tym, jak został zawarty pokój z cesarzem-elektem, Sabaudzcy zostali pozbawieni Payern i Gümmenen, protektoratu Morat i Berna, oraz ziem stanowiących posag ciotki Ludwika, Małgorzaty (zmarła w 1273), żony Hartmana Starego, hrabiego Kyburg. Wszystkie te straty znacznie zmniejszyły strefę wpływów sabaudzkich niezależnie, który z członków rodziny miał rządzić Vaud. Zgodnie z traktatem pokojowy Moudon i ważny zamek Romont pozostały lennami feudalnymi hrabiego Sabaudii. Oba te miejsca zostały zakupione przez Sabaudzkich za Tomasza I, a tylko nabytki w regionie uczynione przez Piotra II, zanim stał się hrabią, pozostały Ludwikowi. Zgodnie z tą zasadą, inne nabytki Piotra na terenach Gex i Genewy zostały przekazane Amadeuszowi. Wydaje się, że wywołało to kolejną skargę Ludwika. W marcu 1284, on i Amadeusz spotkali się w Lyonie, gdzie Małgorzata i Robert II, książę Burgundii, prowadzili mediacje. Bracia przysięgli nie zawierać prywatnych sojuszy w celu zwiększenia ich udziału w spadku. Gdyby mediacja hrabiego Filipa i królowej Małgorzaty nie zadowoliła obu stron, przysięgli przestrzegać rozstrzygnięcia księcia Roberta.

## Kryzys sukcesji (1284-86)
W 1282 najstarszy brat Ludwika, Tomasz, zmarł, a latem 1283 roku jego matka również odeszła. To spowodowało kryzys sukcesji, ponieważ rządzący hrabia Sabaudzki, Filip, nie miał synów, a synowie Tomasza, dotychczasowi jego dziedzice, byli zbyt młodzi, aby utrzymać stery rządów. Zgodnie z tradycją, Amadeusz został uznany za spadkobiercę Filipa. Ludwikowi obiecano apanaż, który nie uznał za wystarczający i późniejsi kronikarze Sabaudzkich Jan Jean Servion i Jan Jean Oronville przedstawili go jako walczącego z bratem o dziedzictwo lub o większą część spadku, podczas gdy ich stryj umierał. Servion wkłada w usta Filipa następujące wyjaśnienie motywów Ludwika, zanim Filip zebrał swoich baronów i zmusił ich do uznania Amadeusza jako swojego następcę: "Nadałem ci więcej moich dóbr, niż zasługujesz i nie jesteś w najmniejszym stopniu wdzięczny. Znam cię dobrze, bo to zawsze ty jesteś tym, który się skarży. W swej istocie jesteś pełen jazgotu, co sprawia, że nie jesteś gotów przestrzegać mojej woli i rozkazów". Jest bardziej prawdopodobne, że Ludwik czuł się nie wystarczająco nagrodzony za swoje wysiłki w wojnie przeciwko cesarzowi i delfinowi w 1282-84", niż to, że był człowiekiem "pełnym jazgodu".
W maju 1284 Ludwik otrzymał od Rudolfa prawo bicia monety na terenie Vaud, pośrednie cesarskie potwierdzenie jego władzy. W październiku Filip napisał do Eleonory Prowansalskiej, siostry Małgorzaty, żony Henryka III, i jej syna, wówczas król Edwarda, prosząc ich o arbitraż w sprawie skarg Ludwika. On również wysłał biskupa Aosta do Anglii, aby wyjaśnić problem dokładnie, ale angielski arbitraż okazał się nieudany i był, być może, tylko wybiegiem, aby opóźnić chwycenie za broń przez Ludwika.
Po śmierci Filipa, Louis wszczął szybko wojnę przeciwko bratu, ale on i Amadeusz porozumieli się w styczniu 1286. W zamian za hołd lenny, Ludwik dostał całe terytorium Vaud między rzekami Aubonne i Veveyse, w tym Moudon i Romont. Otrzymał również Saillon i Conthey w Valais i Pierre-Châtel w Bugey i roczną rentę w wysokości 400 liwrów viennois z apanaży Saint-Maurice d'Agaune i Villeneuve. Kilku panów z terenu Vaud pozostało wasalami hrabiego i ich ziemi nie były częścią baronii Vaud. Byli to hrabiowie Gruyère i panowie Châtel i Cossonay.

## Baron Vaud (1286-1302)
Politycznie, baronia w czasach panowania Ludwika I została podzielona na dziesięć kasztelanii z siedzibami w: Nyon, Rolle, Morges, Moudon, Estavayer, Romont, Rue, Yverdon, las Clées, i Vaulruz. Morges był stolica baronii, gdzie były odbierane hołdy lenne i nadzorowano administrację. W dniu 15 stycznia 1285 Ludwik, który był w Lyonie, wezwał mieszkańców Piemontu do stawienia się wszystkich na zgromadzeniu, typu zazwyczaj nazywanego kolokwium (colloquium) lub parlament (parlamentum), zaplanowanego na 24 maja. To było pierwsze zgromadzenie na ziemi Sabaudów, w który wzięli udział "przedstawiciele nieszlacheckich klas". Wezwanie Ludwika było skierowane do "wszystkich szlachciców, obywateli, mieszczan i innych na ziemiach Piemontu od Mont-Cenis do Lombardii" (universis nobilibus, civibus, burgensibus et aliis quibuscumque in Terra Pedemontis a Monte Cinisii versusLombardiam superius).
Zmarł między 10 stycznia 1302 a 27 kwietnia 1303, prawdopodobnie 8 stycznia 1303 w Neapolu, na dworze króla Karola II. Jako członek dynastii sabaudzkiej, został pochowany w opactwie Hautecombe.
Starszy syn Ludwika, Ludwik II, objął sukcesję po nim w Vaud, a jego córka Blanka fr. Blanche nieoczekiwanie wyszła za siostrzenieca Otto Grandisona. Małżeństwo zostało zaaranżowane w maju 1303 w Paryżu, a synowie Piotra II Grandison fr. Pierre II de Grandison i Blanki służyli później hrabiemu Sabaudii.

## Małżeństwa i dzieci
Jego pierwszą żoną była Adela Lorraine fr. Adeline de Lorraine, córka Mateusza II Lotaryńskiego fr. Mathieu II de Lorraine i Katarzyny fr. Catherine de Limbourg. Mieli jedno dziecko: córkę o Laurę Sabaudzką fr. Laure de Savoie (1278-1334), który poślubiła Jana I Forez fr. Jean Ier de Forez.
Ludwik ożenił się ponownie w 1278 roku z Joanną Montfort Chambéon fr. Jeanne de Montfort de Chambéon młodą wdową po Wicie VI Albon fr. Guigues VI d'Albon, hrabiny i regentki Forez. Joanna umiera po 26 listopada 1293 (data jego testamentu), a przed 1301 (gdy Ludwik ożenił się po raz trzeci). Z ich związku urodziło się 11 dzieci:
- Izabela fr. Isabelle (która zmarła w dzieciństwie), (- 1289/90)
- Małgorzata fr. Marguerite (- 7 kwietnia 1313), po raz pierwszy wyszła za Jana Salins fr. Jean de Salins pana Vignory syna Stefana Burgundzkiego, zwanego Głuchym fr. Stephena de Bourgogne "Le Sourd, a po raz drugi w 1309 za Szymona I Saarbrücken-Commercy fr. Simon Ier de Sarrebruck-Commercy syna Jana I Saarbrücken-Commercy fr. Jean Ier de Sarrebruck-Commercy
- Joanna fr. Jeanne (? - 1360), poślubiła Wilhelma Joinville fr. Guillaume de Joinville (? - 1310), barona Gex,
- Ludwik II Vaud fr. Louis II de Vaud,
- Piotr fr. Pierre (- 21 marca 1312)
- Beatrycze fr. Béatrice, poślubiła Gotfryda I Clermont fr. Geoffroy Ier de Clermont,
- Eleonora fr. Éléonore, (- 24 marca 1304), wyszła za mąż za Rudolfa IV Neuchâtel fr. Rodolphe IV de Neuchâtel (25 września 1274 - 22 marca 1342/43)
- Katarzyna fr. Catherine (? - 1305),
- Blanka fr. Blanche, poślubiła Piotra Grandison fr. Pierre de Grandison (- 1349)
- Wilhelm fr. Guillaume, poślubił Nikole Alamant fr. Nicole d'Alamant,
- Izabela fr. Isabelle (po 1293 roku). Wiele genealogie podaje, że Izabela była żoną Humberta III Montluel fr. Humbert III de Montluel, co jest chronologicznie niemożliwe - Humbert urodzony około 1210, miał dzieci między 1230 a 1250 lub trochę później[18].

Po śmierci Joanny, ożenił się 1 maja 1301 po raz trzeci z Izabelą Aulany fr. Isabella d'Aulnay, która również dwukrotnie owdowiała (jej pierwszym mężem był Baldone de Seminara, a drugim Robert de Sauriac). Para nie miała dzieci, Ludwik zmarło wkrótce po ślubie (sporządził testament w styczniu 1302).

## Rodowód
|               |                              |  |                             |                              |  |  |  |  |  |  |  | Amadeusz III Krzyżowiec |
|               |                              |  |                             |                              |  |  |  |  |  |  |  |                         |
|               | Humbert III Sabaudzki        |  |                             |                              |  |  |  |  |  |  |  |                         |
|               |                              |  |                             |                              |  |  |  |  |  |  |  |                         |
|               |                              |  |                             | Matylda z Albon              |  |  |  |  |  |  |  |                         |
|               |                              |  |                             |                              |  |  |  |  |  |  |  |                         |
|               | Tomasz I Sabaudzki           |  |                             |                              |  |  |  |  |  |  |  |                         |
|               |                              |  |                             |                              |  |  |  |  |  |  |  |                         |
|               |                              |  |                             | Gerard I z Mâcon             |  |  |  |  |  |  |  |                         |
|               |                              |  |                             |                              |  |  |  |  |  |  |  |                         |
|               | Beatrycze Viennois           |  |                             |                              |  |  |  |  |  |  |  |                         |
|               |                              |  |                             |                              |  |  |  |  |  |  |  |                         |
|               |                              |  |                             | Maurette z Salins            |  |  |  |  |  |  |  |                         |
|               |                              |  |                             |                              |  |  |  |  |  |  |  |                         |
|               | Tomasz II Piemoncki          |  |                             |                              |  |  |  |  |  |  |  |                         |
|               |                              |  |                             |                              |  |  |  |  |  |  |  |                         |
|               |                              |  |                             | Amadeusz I z Genewy          |  |  |  |  |  |  |  |                         |
|               |                              |  |                             |                              |  |  |  |  |  |  |  |                         |
|               | Wilhelm I Genewski           |  |                             |                              |  |  |  |  |  |  |  |                         |
|               |                              |  |                             |                              |  |  |  |  |  |  |  |                         |
|               |                              |  |                             | Matylda z Cuiseaux           |  |  |  |  |  |  |  |                         |
|               |                              |  |                             |                              |  |  |  |  |  |  |  |                         |
|               | Małgorzata Genewska          |  |                             |                              |  |  |  |  |  |  |  |                         |
|               |                              |  |                             |                              |  |  |  |  |  |  |  |                         |
|               |                              |  |                             | Aymon lub Aymar I z Faucigny |  |  |  |  |  |  |  |                         |
|               |                              |  |                             |                              |  |  |  |  |  |  |  |                         |
|               | Beatrycze Faucigny           |  |                             |                              |  |  |  |  |  |  |  |                         |
|               |                              |  |                             |                              |  |  |  |  |  |  |  |                         |
|               |                              |  |                             | Klementyna z Briançon        |  |  |  |  |  |  |  |                         |
|               |                              |  |                             |                              |  |  |  |  |  |  |  |                         |
| Ludwik I Vaud |                              |  |                             |                              |  |  |  |  |  |  |  |                         |
|               |                              |  |                             |                              |  |  |  |  |  |  |  |                         |
|               |                              |  | Teodor II Fieschi z Lavagna |                              |  |  |  |  |  |  |  |                         |
|               |                              |  |                             |                              |  |  |  |  |  |  |  |                         |
|               | Hugo Fieschi z Lavagna       |  |                             |                              |  |  |  |  |  |  |  |                         |
|               |                              |  |                             |                              |  |  |  |  |  |  |  |                         |
|               |                              |  |                             | ?                            |  |  |  |  |  |  |  |                         |
|               |                              |  |                             |                              |  |  |  |  |  |  |  |                         |
|               | Teodor III Fieschi z Lavagna |  |                             |                              |  |  |  |  |  |  |  |                         |
|               |                              |  |                             |                              |  |  |  |  |  |  |  |                         |
|               |                              |  |                             | Amico Grillo                 |  |  |  |  |  |  |  |                         |
|               |                              |  |                             |                              |  |  |  |  |  |  |  |                         |
|               | Brumisan Grillo              |  |                             |                              |  |  |  |  |  |  |  |                         |
|               |                              |  |                             |                              |  |  |  |  |  |  |  |                         |
|               |                              |  |                             | ?                            |  |  |  |  |  |  |  |                         |
|               |                              |  |                             |                              |  |  |  |  |  |  |  |                         |
|               | Beatrice Fieschi z Lavagna   |  |                             |                              |  |  |  |  |  |  |  |                         |
|               |                              |  |                             |                              |  |  |  |  |  |  |  |                         |
|               |                              |  |                             | ?                            |  |  |  |  |  |  |  |                         |
|               |                              |  |                             |                              |  |  |  |  |  |  |  |                         |
|               | Rajmund Volta z Capo-Corso   |  |                             |                              |  |  |  |  |  |  |  |                         |
|               |                              |  |                             |                              |  |  |  |  |  |  |  |                         |
|               |                              |  |                             | ?                            |  |  |  |  |  |  |  |                         |
|               |                              |  |                             |                              |  |  |  |  |  |  |  |                         |
|               | Simona Volta z Capo-Corso    |  |                             |                              |  |  |  |  |  |  |  |                         |
|               |                              |  |                             |                              |  |  |  |  |  |  |  |                         |
|               |                              |  |                             | ?                            |  |  |  |  |  |  |  |                         |
|               |                              |  |                             |                              |  |  |  |  |  |  |  |                         |
|               | ?                            |  |                             |                              |  |  |  |  |  |  |  |                         |
|               |                              |  |                             |                              |  |  |  |  |  |  |  |                         |
|               |                              |  |                             | ?                            |  |  |  |  |  |  |  |                         |
|               |                              |  |                             |                              |  |  |  |  |  |  |  |                         |